# Literatura polska w okresie II wojny światowej

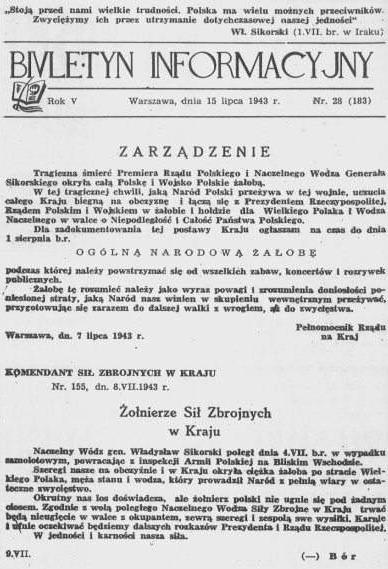
Biuletyn Informacyjny – jedno z najważniejszych wydawanych w konspiracji czasopism

Literatura polska w okresie II wojny światowej – epoka w historii literatury polskiej przypadająca na lata okupacji niemieckiej oraz okupacji sowieckiej, kiedy zarówno twórczość polskich pisarzy, jak i życie artystyczno-literackie zostały dramatycznie zagrożone. Wszelka legalna działalność wydawnicza bądź twórcza została zaprzepaszczona; instytucje związane z literaturą, wydawnictwa, stowarzyszenia, szkoły średnie i wyższe zmuszono do zaprzestania działalności. Środowisko pisarzy zostało więc chaotycznie rozproszone: część znalazła się w obozach koncentracyjnych, łagrach, gettach, została deportowana w inny rejon kraju, niektórzy wyemigrowali (Tuwim, Wierzyński). Wielu wstąpiło w szeregi wojska polskiego poza granicami kraju, wielu zostało zamordowanych lub zginęło w walce.
Ci, którzy pozostali w kraju zajęli się organizowaniem życia literackiego w konspiracji: były to np. zebrania lub wieczory poezji – spotkania literatów w mieszkaniach w celu dyskutowania i lektury poezji, publikacji. Miasta, w których takie spotkania odbywały się najczęściej to Warszawa, Kraków i Lwów. Pisarze uczestniczyli także we współtworzeniu podziemnej prasy i wydawnictw (około 200 z 1500 polskich podziemnych publikacji dotyczy literatury). Duża część pisarzy i poetów walczyła w polskiej armii na obczyźnie bądź była związana z podziemnym ruchem oporu wojskowym lub cywilnym w kraju.

## Twórczość i działalność literacka
Bardzo wielu poetów rozpoczęło konspiracyjne wydawanie tomików swoich wierszy. Były drukowane anonimowo lub pod pseudonimami literackimi najczęściej w nakładzie kilkunastu lub kilkudziesięciu egzemplarzy. Wydawnictwa obejmujące większą liczbę autorów jak np. antologie poezji, podręczniki, gazety itp. sięgały liczby kilku tysięcy egzemplarzy, np. nakład antologii pt. Słowo prawdziwe. Powstawała poezja okolicznościowa, skierowana do społeczeństwa i dotycząca ówczesnych wydarzeń. Dużego znaczenia nabrały: pieśń, esej, nowela, a także satyra jako element psychologicznej samoobrony. Twórczość powstająca pod katastroficznym wrażeniem wojny i okupacji do dziś jest uważana za świadectwo tamtych lat.

### Poezja w okupowanym kraju
W warunkach okupacji debiutowało całe pokolenie młodych poetów, angażujących się w walkę narodu przetrwanie oraz chroniących wartości narodowe przed grozą rzeczywistości. Pokolenie to nazwane zostało po wojnie pokoleniem Kolumbów. Najwybitniejszym przedstawicielem tego pokolenia był Krzysztof Kamil Baczyński, który poległ śmiercią żołnierza w powstaniu warszawskim. Do tego pokolenia należeli też Tadeusz Gajcy, Andrzej Trzebiński, Roman Bratny, Wacław Bojarski, Witold Zalewski i wielu innych. W warunkach okupacji tworzyli też debiutujący przed wojną Mieczysław Jastrun, Czesław Miłosz oraz Jerzy Zagórski. Na terenie okupowanym przez ZSRR wybitnym talentem błysnęli m.in. więzień łagrów Zdzisław Broncel oraz komunizujący poeci Lucjan Szenwald i Adam Ważyk.
W gettach, niemieckich obozach jenieckich, więzieniach lub obozach koncentracyjnych tworzono poezję okolicznościową (m.in. Tadeusz Borowski, Grzegorz Timofiejew). Tomik wierszy powstałych w obozach śmierci to np. Szopka w Dachau. Poezja obozowa miała na celu podniesienie na duchu więźniów, mobilizację moralną, psychologiczną walkę o godność i przede wszystkim protest przeciwko zbrodniom ludobójstwa.
Poezja pisana bezpośrednio pod wrażeniem powstania warszawskiego to wiersze przede wszystkim Zbigniewa Jasińskiego, ale także Józefa Szczepańskiego, Józefy Radzymińskiej, Mieczysława Ubysza, Stanisława Marczaka-Oborskiego. W tamtym czasie powstało także dużo piosenek (Pałacyk Michla, Marsz Mokotowa, Warszawskie dzieci i inne).

### Proza w okupowanym kraju
Prozę polską w okupowanym kraju reprezentowali tacy twórcy jak Jerzy Andrzejewski (autor nowel wojennych), Zofia Kossak-Szczucka (W piekle, Golgota), Kazimierz Wyka (Listy do Jana Bugaja), Maria Kann (Na oczach świata), Kazimierz Brandys, Stanisław Dygat, Antoni Gołubiew i Zofia Nałkowska. Wielu pisarzy napisało pamiętniki lub prace wspomnieniowe dotyczące przeżyć wojennych (m.in. Karol Irzykowski, Zofia Nałkowska, Karol Koniński, Leopold Buczkowski, Miron Białoszewski, Maria Dąbrowska, Maria Rodziewiczówna, Eugeniusz Szermentowski). Wielką popularnością cieszyła się książka Kamienie na szaniec Aleksandra Kamińskiego – wydany konspiracyjnie obraz czynu żołnierskiego Armii Krajowej i Szarych Szeregów.

### Literatura polska na Zachodzie
Poza granicami kraju również powstawała polska literatura podtrzymująca ducha narodu. Najbardziej znani twórcy emigracyjni tego okresu to m.in.: Julian Tuwim (autor Kwiatów polskich), Kazimierz Wierzyński, Jan Lechoń, Antoni Słonimski, Maria Pawlikowska-Jasnorzewska. Prozę polską na emigracji reprezentowali m.in.: Michał Choromański, Witold Gombrowicz, Maria Kuncewiczowa, Teodor Parnicki, Stanisław Vincenz, jak również publicyści relacjonujący polski wysiłek zbrojny na Zachodzie tacy jak Arkady Fiedler (min. Dywizjon 303), Janusz Meissner oraz Ksawery Pruszyński. Na emigracji powstawały wtedy również przejmujące wspomnienia z ZSRR autorstwa Hermini Naglerowej i Beaty Obertyńskiej.

## Pisarze
- Jerzy Andrzejewski (1909–1983)
- Krzysztof Kamil Baczyński (1921–1944)
- Stefan Balicki (1899–1943)
- Miron Białoszewski (1922–1983)
- Zbigniew Bieńkowski (1913–1994)
- Adolf Bocheński (1909–1944)
- Teresa Bogusławska (1929–1945)
- Wacław Bojarski (1921–1943)
- Tadeusz Borowski (1922–1951)
- Roman Bratny (1921–2017)
- Władysław Broniewski (1897–1962)
- Leopold Buczkowski (1905–1989)
- Przemysław Bystrzycki (1923–2004)
- Tadeusz Chróścielewski (1920–2005)
- Edward Chudzyński (1921–1990)
- Józef Czapski (1896–1993)
- Tadeusz Gajcy (1922–1944)
- Konstanty Ildefons Gałczyński (1905–1953)
- Gustaw Herling-Grudziński (1919–2000)
- Feliks Gwiżdż (1885–1952)
- Karol Irzykowski (1873–1944)
- Jarosław Iwaszkiewicz (1894–1980)
- Zbigniew Jasiński (1908–1984)
- Aleksander Kamiński (1903–1978)
- Zofia Kossak-Szczucka (1889–1968)
- Juliusz Krzyżewski (1915–1944)
- Ryszard Matuszewski (1914–2010)
- Bernard Wojciech Mencel (1923–1944)
- Zofia Nałkowska (1884–1954)
- Stanisław Piołun-Noyszewski (1891–1941)
- Włodzimierz Pietrzak (1913–1944)
- Ksawery Pruszyński (1907–1950)
- Józefa Radzymińska (1921–2002)
- Zofia Romanowiczowa (1922–2010)
- Jan Romocki (1925–1944)
- Józef Ryszka (1920–1943)
- Czesław Straszewicz (1904–1963)
- Zdzisław Stroiński (1921–1944)
- Jan Strzelecki (1919–1988)
- Józef Szczepański (1922–1944)
- Tymon Terlecki (1905–2000)
- Andrzej Trzebiński (1922–1943)
- Mieczysław Ubysz (1915–1970)
- Jerzy Kamil Weintraub (1916–1943)
- Kazimierz Wierzyński (1894–1969)
- Bogdan Wojdowski (1930–1994)
- Kazimierz Wyka (1910–1975)
- Wojciech Żukrowski (1916–2000)
- Jan Lechoń (1899–1956)

## Niektóre wydawnictwa literackie
- Biuletyn Informacyjny (1939–1945)
- Dźwigary (1943–1944)
- Droga (1943–1944)
- Kultura Jutra (1943–1944)
- Nurt. Pismo poświęcone kulturze polskiej (1943–1944)
- Sztuka i Naród (1942–1944)
- Sprawy Narodu (1943–1944)
- Werble wolności (1942–1944)
- Znak (1940–1943)

### Antologie poezji
- Antologia poezji współczesnej (1941)
- Duch wolny w pieśni (1942)
- Krwawe i zielone. Antologia poezji ludowej 1939–1943 (1943)
- Partyzanckim szlakiem (1944)
- Pieśni zbrojne (1943)
- Pieśni oddziałów partyzanckich Zamojszczyzny (1944)
- Pieśń niepodległa (1942)
- Pioseneczka i wiersz w podziemnej Polsce (1943)
- Posłuchajcie ludzie (1943)
- Słowo prawdziwe (1942)
- Śpiew wojny (1944)
- Wierne płomienie (1943)
- Z otchłani (1944)